# Puchar Polski w piłce siatkowej kobiet (1959/1960)
Puchar Polski w piłce siatkowej kobiet 1959/1960 – 12. sezon rozgrywek o siatkarski Puchar Polski, rozgrywany od 1932 roku.

## Klasyfikacja końcowa
| Miejsce | Drużyna          |
| ------- | ---------------- |
| 1.      | Wisła Kraków     |
| 2.      | Start Gdynia     |
| 3.      | Odra Wrocław     |
| -       | AZS AWF Warszawa |